# 下永尚
下永 尚（しもなが ひさし、1912年12月13日 - 1998年）は、日本の映画音響ミキサー。熊本県出身。愛称は「シモショウ」。

## 来歴
- 1936年 - PCLの録音助手として入社。
- 1938年 - ミキサーとなる。
- 1948年11月 - 東宝撮影所の専属ミキサー。
- 1957年8月 - 東宝ダビング完成に伴い整音担当のミキサーに転身。
- 1970年 - 引退。

## 人物
映画監督・特殊メイクアーティストの原口智生は遠縁にあたり、孫のように可愛がっていたという。
映画監督の本多猪四郎とは、中学生時代にロシア音楽評論家の中根広のもとで知り合っており、東宝入社後は家族ぐるみの付き合いになったという。

## 主な作品

### 録音
- 花束の夢（1938年）
- はたらく一家（1939年）
- 母の地図（1942年）
- 一番美しく（1944年）
- 女の顔（1949年）
- 夫婦（1953年）
- 青色革命（1953年）
- 山の音（1954年）
- 芸者小夏（1954年）
- 晩菊（1954年）
- ゴジラ（1954年）[2]
- 浮雲（1955年）
- くちづけ（1955年）
- 白夫人の妖恋（1956年）
- 与太者と若旦那（1956年）

### 整音
- 隠し砦の三悪人（1958年）
- 上役・下役・ご同役（1959年）
- コタンの口笛（1959年）
- 孫悟空（1959年）
- 日本誕生（1959年）
- サザエさんの新婚家庭（1959年）
- 女が階段を上る時（1960年）
- 悪い奴ほどよく眠る（1960年）
- 用心棒（1961年）
- 真紅の男（1961年）
- 新入社員十番勝負（1961年）
- 紅の海（1961年）
- 世界大戦争（1961年）
- 黒い画集 第二話 寒流（1961年）
- 続新入社員十番勝負 サラリーマン一刀流（1962年）
- 椿三十郎（1962年）
- 若大将シリーズ
  - 銀座の若大将（1962年）
  - 日本一の若大将（1962年）
  - ハワイの若大将（1963年）
  - エレキの若大将（1965年）
- 妖星ゴラス（1962年）
- ゴジラシリーズ
  - キングコング対ゴジラ（1962年）[2]
  - モスラ対ゴジラ（1964年）
  - 三大怪獣 地球最大の決戦（1964年）
  - 怪獣大戦争（1965年）
  - ゴジラ・エビラ・モスラ 南海の大決闘（1966年）
  - 怪獣島の決戦 ゴジラの息子（1967年）
  - 怪獣総進撃（1968年）
  - ゴジラ・ミニラ・ガバラ オール怪獣大進撃（1969年）[2]
- 太平洋の翼（1962年）
- 忠臣蔵 花の巻・雪の巻（1962年）
- 天国と地獄（1963年）
- 青島要塞爆撃命令（1963年）
- マタンゴ（1963年）
- 海底軍艦（1963年）
- 乱れる（1964年）
- 宇宙大怪獣ドゴラ（1964年）
- 赤ひげ（1965年）
- フランケンシュタイン対地底怪獣（1965年）
- 香港の白い薔薇（1965年）
- フランケンシュタインの怪獣 サンダ対ガイラ（1966年）
- 上意討ち 拝領妻始末（1967年）
- キングコングの逆襲（1967年）
- 乱れ雲（1967年）
- 連合艦隊司令長官 山本五十六（1968年）
- 緯度0大作戦（1969年）

## 受賞歴
- 1954年 - 日本映画技術賞録音賞。
- 1955年 - アジア太平洋映画祭録音賞。
- 1962年 - 福岡映画記者会整音賞。